# Jama (řeka)
Jama (rusky Яма) je řeka v Magadanské oblasti v Rusku. Je 316 km dlouhá. Povodí má rozlohu 12 500 km². Na horním toku se nazývá Majmandža (rusky Майманджа).

## Průběh toku
Pramení na jižních výběžcích Majmandžinského hřbetu. Ústí několika rameny do zálivu Perevoločnyj (Jamská guba) Ochotského moře.

## Vodní stav
Zdrojem vody jsou sněhové a dešťové srážky.

## Využití
Řeka slouží jako místo tření lososovitých ryb. V ústí leží vesnice Jamsk.